# Quiapo

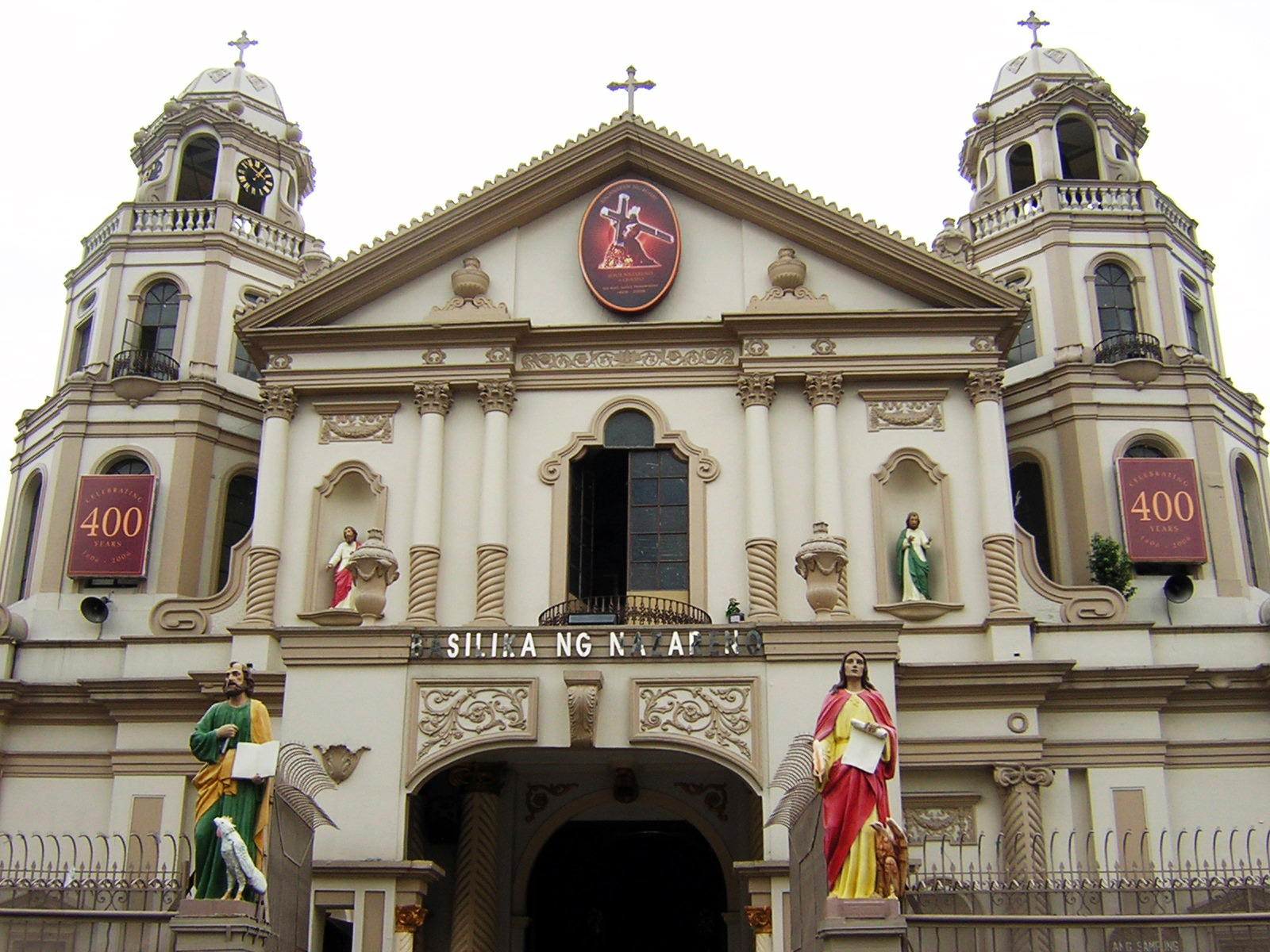
Quiapo Church

Quiapo is een district in de Filipijnse hoofdstad Manilla. Het district ligt midden in de stad en wordt begrensd door Recto Avenue in het noorden, San Miguel in het oosten, Estero de San Miguel in het zuiden, de Pasig in het zuidwesten en Quezon Boulevard in het westen. Quiapo wordt middels de Quezon Bridge en de MacArthur Bridge verbonden met het district Ermita aan de overzijde van de Pasig. Bij de laatste census in 2010 telde de provincie 24.866 inwoners.
Centraal in Quiapo ligt Plaza Miranda. Op dit plein worden regelmatige politieke bijeenkomsten georganiseerd. Op 21 augustus 1971 kwamen bij een bomaanslag op Plaza Miranda tijdens een bijeenkomst van de Liberal Party negen mensen om het leven en vielen 100 gewonden. Aan het plein ligt Quiapo Church, waar elk jaar miljoenen rooms-katholieken in januari het Feest van de zwarte Nazarener vieren. Wat verder naar het oosten, op de hoek van Claro M. Recto Avenue en Legarda Avenue ligt Basilica Minore de San Sebastian. Deze kerk is een van de tien basilieken in de Filipijnen en is geheel van staal gebouwd.